# Oca cigne
L'oca cigne (Anser cygnoides) és una espècie d'ocell de la família dels anàtids (Anatidae) que habita zones humides del centre i sud de Sibèria, Mongòlia i nord-est de la Xina.

## Descripció
L'oca cigne és grossa i de coll llarg per al seu gènere, i els individus salvatges mesuren entre 81 i 94 cm de llarg (l'oca Anser més llarga) i pesen entre 2,8 i 3,5 kg o més (el segon Anser més pesat, després de l'oca comuna, A. anser). Els sexes són similars, tot i que el mascle és més gros, amb un bec i un coll proporcionalment més llargs; de fet, les femelles més grosses ho són gairebé tant com els mascles més petits. Les mesures típiques de l'ala són de 45 a 46 cm en els mascles, de 37,5 a 44 cm en les femelles; el bec fa uns 8,7 a 9,8 cm de llarg en els mascles i de 7,5 a 8,5 cm en les femelles. El tars dels mascles mesura al voltant de 8,1 cm. L'envergadura de les oques adultes és de 160–185 cm.
Les parts superiors són de color marró grisenc, amb franges primes i clares a les plomes més grosses i la part posterior del coll i la coroneta granats (que arriben just per sota de l'ull). Les rèmiges són fosques, igual que tota la part inferior de l'ala i les rectores tenen les puntes blanques, mentre que les cobertores superiors i inferiors de la cua són blanques. Una fina franja blanca envolta la base del bec. A part de ratlles més fosques al ventre i els flancs, la part inferior és de color beix pàl·lid, sent especialment clara a la part inferior del cap i la part davantera del coll, que estan clarament delimitats amb la part granat. En vol, les ales semblen fosques, sense cap patró visible. Únicament dins del seu gènere, el bec llarg i gruixut és completament negre; Les potes i els peus, en canvi, són de color taronja com en la majoria dels seus parents. L'iris és granat. Els individus juvenils són de colors més apagats respecte als adults i no tenen la base blanca del bec ni les ratlles fosques a la part inferior.
El crit és un «aang» fort, prolongat i ascendent. Com a crit d'advertència, fa un «honk» similar però més estrident dues o tres vegades seguides.
El cariotip de l'oca cigne és 2n=80, que consta de quatre parells de macrocromosomes, 35 parells de microcromosomes i un parell de cromosomes sexuals. Els dos parells de macrocromosomes més grossos, així com el cromosoma Z (femení), són submetacèntrics, mentre que el tercer parell de cromosomes més gros és acrocèntric i el quart més gros és metacèntric. Els cromosomes W també són acrocèntrics, igual que els microcromosomes més grossos, i els més petits probablement són telocèntrics. En comparació amb l'oca comuna, sembla que hi ha hagut alguna mena de mutació en el quart parell de cromosomes més gros.

## Ecologia
Habita des de l'estepa fins a la taigà i les valls de muntanya prop de l'aigua dolça, pasturant plantes com ara ciperàcies (Cyperaceae), poàcies (Poaceae) i plantes aquàtiques, i rarament neda. Forma petits estols fora de la temporada de cria. A l'hivern, pastura a les planes i als camps de rostoll, de vegades lluny de l'aigua. Els ocells tornen dels quarters d'hivern al voltant de l'abril, i la temporada de cria comença poc després. Es reprodueix en parelles individuals o en grups dispersos prop de pantans i altres zones humides, amb una activitat de nidificació que comença al voltant del maig. La posta sol ser de 5-6, però de vegades fins a 8 ous, que es ponen en un niu poc profund fet de plantes, col·locat directament a terra, sovint en un petit turó per mantenir-lo sec. Les cries precoces es desclouen després d'uns 28 dies i maduren sexualment als 2-3 anys d'edat. Cap a finals d'agost/principis de setembre, els ocells marxen cap als quarters d'hivern, on es reuneixen en petits grups per mudar el plomatge gastat.

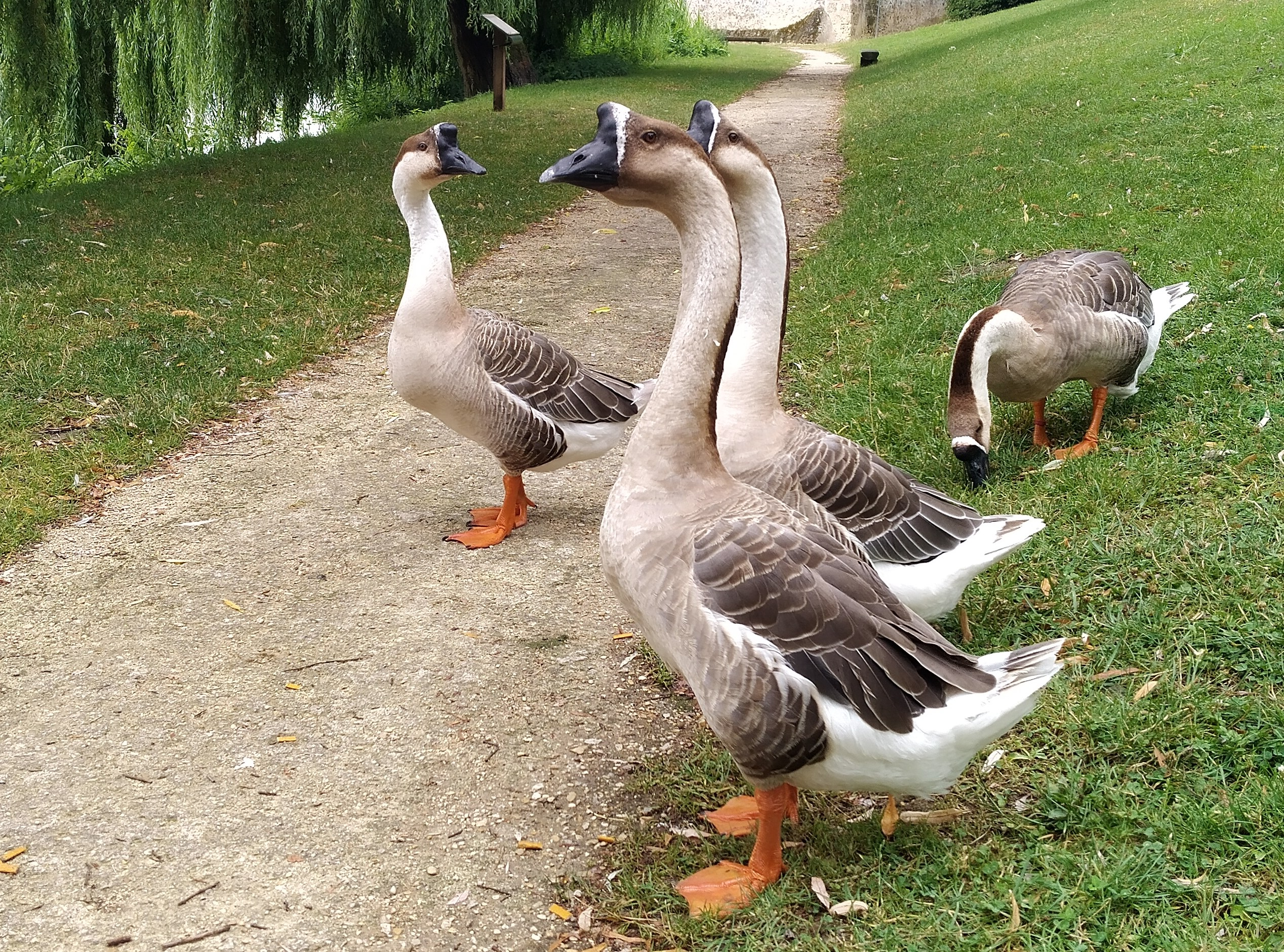
A prop del riu Marne a l'Illa de França.

## Domesticació
Tot i que és poc freqüent en estat salvatge, aquesta espècie ha estat àmpliament domesticada, quan es coneix com a oca xinesa. Les poblacions introduïdes i salvatges de les races domèstiques es troben en molts llocs fora de l'àrea de distribució natural. La forma salvatge també es conserva en col·leccions, i les escapades no són inusuals entre els estols salvatges d'altres oques Anser i Branta. Tot i que la majoria de les oques domèstiques descendeixen de l'oca comuna (A. anser), dues races són descendents directes de l'oca cigne, l'oca xinesa i l'oca africana. Aquestes races han estat domesticades des de mitjan segle XVIII com a mínim, potser fins i tot (a la Xina) des d'aproximadament l'any 1000 aC. Varien considerablement del seu progenitor salvatge en aparença, temperament i capacitat per produir carn i ous; la característica més destacada és el protuberància prominent del bec i la postura vertical.
Charles Darwin va estudiar les races d'oca com a part del seu treball sobre la teoria de l'evolució. Va assenyalar que les diferències externes entre les oques xineses i les races descendents de l'oca comuna amagaven una relació força estreta:
"Els híbrids de les oques comunes i xineses (A. cygnoides), espècies tan diferents que generalment es classifiquen en gèneres diferents, sovint s'han reproduït en aquest país amb qualsevol dels dos progenitors purs, i en un sol cas s'han reproduït inter se."

## Estat de conservació
El 1992 l'oca cigne va ser rebaixada de gairebé amenaçada a vulnerable a la Llista Vermella de la UICN i, a més, a en perill d'extinció l'any 2000, ja que la població està disminuint a causa de la pèrdua d'hàbitat i la caça excessiva i (especialment a la plana de Sanjiang a la Xina) la recollida d'ous. Però noves investigacions han demostrat que no és tan rara com es creia i, en conseqüència, va ser rebaixada de nou a l'estatus de vulnerable el 2008. Així i tot, potser queden menys de 500 parelles a Rússia, mentre que a Mongòlia es desconeix el nombre, tot i l'any 1977 se'n van veure unes 1.000 al llac Ögii. Llocs importants d'hivernada a la Xina són el llac Dongting, el llac Poyang, els aiguamolls costaners de Yanxeng i altres llocs al voltant del curs baix del riu Iang-Tsé, on es poden trobar uns 60.000 individus cada any, tot i que això pot ser gairebé tota la població mundial. Fins a la dècada de 1950, l'espècie hivernava en petit nombre (fins a uns 100 ocells anuals) al Japó, però la destrucció de l'hàbitat els ha expulsat.
Actualment, l'espècie està classificada com a espècie en perill d'extinció per la UICN a causa de la disminució contínua de la població i la pèrdua de distribució, agreujada pel recent baix èxit reproductiu i els nivells insostenibles de caça. La població total es va estimar en 36-43.500 individus el 2023.

## Taxonomia
L'oca cigne va ser descrita formalment el 1758 pel naturalista suec Carl Linnaeus a la desena edició del seu Systema Naturae amb el nom binomial Anas cygnoid. L'ortografia original de cygnoid. (amb un punt final, suggerint una abreviatura) es tracta àmpliament com un error ortogràfic que s'ha de corregir a cygnoides, però alguns autors consideren que cygnoid (sense punt final) és l'ortografia original correcta que s'hauria d'utilitzar, citant el cas comparable, universalment acceptat, de l'ortografia del nom Estrilda astrild. A principis del 2025, aquesta disputa sobre l'ortografia continua sense resoldre's.
Actualment, és una de les 11 espècies classificades al gènere Anser que va ser descrita pel zoòleg francès Mathurin Jacques Brisson el 1760. L'epítet específic combina el llatí «cygnus» que significa “cigne” amb el grec antic «-oidēs» que significa “semblant”. L'espècie és monotípica, sense que es reconeguin subespècies.